# Невен Суботич
Невен Суботич (серб. Neven Subotić, нар. 10 грудня 1988, Баня-Лука) — сербський футболіст, захисник клубу «Альтах».
Дворазовий чемпіон Німеччини. Володар Кубка Німеччини.

## Дитинство і юність
Народився 10 грудня 1988 року в місті Баня-Лука в родині боснійських сербів. Після розпаду СФРЮ та початку Боснійської війни п'ятирічний Невен з матір'ю та сестрою 1994 року перебрався до Німеччини, де вже декілька років у пошуках роботи перебував його батько. Родина оселилася у Шемберзі, де Невен з 1996 року почав займатися футболом у місцевій команді «Шварценберг».
Наприкінці 1990-х термін дії дозволу на перебування родини у Німеччині завершився і під ризиком депортації до Боснії Суботичи перебралися до родичів, що мешкали в США. Спочатку родина оселилася у Солт-Лейк-Сіті, а за два роки перебралася до Брейдентона (штат Флорида). Перебуваючи у США, Невен продовжував активно займатися футболом. 2005 року молодий футболіст, що на той час грав за команду Університету Південної Флориди, отримав запрошення до юнацької збірної США.

## Клубна кар'єра
Своїми виступами за юнацьку збірну США привернув увагу скаутів європейських клубів і 2007 року прийняв пропозицію повернутися до Німеччини, де уклав контракт з клубом «Майнц 05». У цій команді молодий габаритний захисник відразу отримав постійне місце в основному складі і своєю впевненою грою зацікавив представників провідних клубів Бундесліги.
Вже 2008 року приєднався до складу клубу «Боруссія» (Дортмунд), де також швидко став основним центральним захисником команди. Всього встиг відіграти за дортмундський клуб 196 матчів в національному чемпіонаті. За цей час двічі виборював титул чемпіона Німеччини, ставав володарем Кубка Німеччини.
У 2016 залучався до складу фарм-клубу «Боруссії», де зіграв 2 матчі.
З 2017 по 2021 рік виступав у складах команд «Кельн», «Сент-Етьєн», «Уніон» і «Денізліспор».
Взимку 2021 року приєднався до складу австрійського «Альтаха», підписавши з клубом контракт на пів року.

## Виступи за збірні
2005 року дебютував у складі юнацької збірної США, взяв участь у 10 іграх на юнацькому рівні.
2006 року залучався до складу молодіжної збірної США. На молодіжному рівні зіграв у 2 офіційних матчах.
Восени 2008 року молодий перспективний захисник, який нещодавно приєднався до дортмундської «Борусії», став об'єктом інтересу відразу декількох футбольних асоціації, які бажали побачити його у складі своїх національних команд. Суботич мав право виступів на дорослому рівні за збірні США, Сербії та Боснії і Герцеговини. У ЗМІ навіть розглядалися варіанти виклику гравця до лав національних команд Хорватії та Німеччини, які в подальшому не були офіційно підтверджені.
Остаточне рішення про своє бажання на дорослому рівні захищати кольори національної збірної Сербії гравець офіційно оголосив у грудні 2008 року, а вже 28 березня 2009 року Суботич провів свою першу офіційну гру за цю команду. Наразі відіграв у формі головної команди Сербії 31 матч, забивши 2 голи.
У складі збірної був учасником чемпіонату світу 2010 року у ПАР.

## Титули і досягнення
- Чемпіон Німеччини (2):

«Боруссія» (Дортмунд): 2010–11, 2011–12
- Володар Кубка Німеччини (1):

«Боруссія» (Дортмунд): 2011-12
- Володар Суперкубка Німеччини (3):

«Боруссія» (Дортмунд): 2008, 2013, 2014